# Свято-Преображенський монастир (Городок)
Святопреображенський Студитський монастир УГКЦ, колишній Францисканський монастир — споруда сакральної архітектури у Городку, Львівської області. Розташований над озером, на території давньруського городища від якого бере свій початок історія міста.

## Рання історія
Свято-Преображенський монастир знаходиться у південній частині давньоруського дитинця, котрий відігравав ключову роль у містобудівній структурі Городка часів Галицького князівства. Археологічні дослідження та аналіз окремих фрагментів будівлі, характер кладки та форма цегли, котрі проводились в процесі робіт із реконструкції монастирського комплексу у 1996–2002 роках засвідчили існування тут церковної будівлі що відноситься до цього періоду. Це підтвердило згадки деяких джерел проте що на даному місці знаходилась «одна з найстарших культових споруд Русі, що сягала своїм походженням ще часів панування руських князів». Судячи із розташування давній храм міг відігравати роль головного духовного осередку первісного Городка, або входити у комплекс намісницької резиденції. Крім фрагментів мурування, нинішня будівля зберегла традиційну для східно-християнської традиції орієнтацію вівтаря у східному напрямку.

## Францисканський монастир та казарми
На початку XV століття, територія давньоруського храму, за ініціативи великого князя литовського і польського короля Владислава Ягайла, була передана католицькому ордену францисканців, для розбудови свого монастиря. З огляду на невелику кількість римо-католиків у регіоні, Францисканський монастир тривалий час перебував у складному фінансовому становищі. У 1431 році Ягайло надав два лани ґрунту від границі пасовиська і до передмістя Черлянського. Таким чином, утворився фільварок, на якому велося господарство. Цей акт був затверджений у 1460 році Казимиром IV Ягелончиком. Вхід у монастир розташовувався з боку млина і тартака. Під костелом створена крипта для захоронення знаті та духовенства. До храму був прибудований одноповерховий будинок монастиря, прямокутної форми з внутрішнім закритим двориком. Частково збереглися таємні підземні ходи, які з'єднували монастир із королівським замком і Фарним костелом міста. Інколи у популярній літературі зустрічається інформація про те що стінах Францисканського монастиря могло бути поховане серце короля Владислава Ягайла.
У 1772 року Галичина, увійшла до складу Австрійської імперії. На початку XIX ст. у зв'язку із реформами Марії-Терезії було ліквідовано ряд монастирів, серед яких і монастир Францисканців в Городку, який перетворили на гарнізонну тюрму, а в келіях розквартирували австрійське військо.
Після Першої світової війни, та польської окупації, монастир продовжував використовувався для військових потреб. Тут базувалась військова частина, а костел виконував функції каплиці. Під час другої світової війни, за часів німецької окупації, територію монастиря використовували для утримання французьких полонених, яких використовували для будівництва доріг. За часів радянської влади тут були розквартировані війська Червоної армії.

## Відродження
На межі ХІХ–ХХ століть було проведено ряд ремонтних робіт, які, однак, суттєво на покращили стану будівель. У 80-х роках ХХ ст. колишні монастирські келії передали під складські приміщення Львівського заводу «Кінескоп». У серпні 1994 року монастирський комплекс було передано греко-католицьким ченцям Студійського статуту для реконструкції будівлі під монастир і церкву. Роботи з відновлення розпочались у 1996 році. В ході обстежувальних робіт виявлено, що більш ранні будівельні етапи храму, частково збережені у наві та апсиді. Відповідно до проекту реставрації було відновлено просторово — планувальну структуру келій та храму. Для реалізації було прийнято варіант реконструкції М. Рибенчука, відповідно до якого комплекс знову набув ознак давньоруської архітектури. Зокрема, як аналог було взято одну із церков у Переяславі. На першому ярусі церкви знаходяться: ґанок, притвор, нава, вівтар, ризниця, хрещальня та переділ. Перекриття над притвором — хрестове склепіння, над хорами — купол, решта приміщень перекриті плоским монолітним залізобетонним покриттям. Будівля монастиря — одноповерхова з підвалами та горищем, близька до квадрату зі сторонами 28,2х28,0 метри, довкола внутрішнього подвір'я розміром 10,8х8,20 м. Мурування з каменю та цегли.  19 серпня 2001 р. відбулось освячення монастирської церкви єпископом Юліаном Ґбуром. Таким чином, після 222-х річної перерви комплекс знову став виконувати релігійні функції. Зараз монастир носить назву Свято-Преображенського Студитського монастиря УГКЦ.

### Галерея

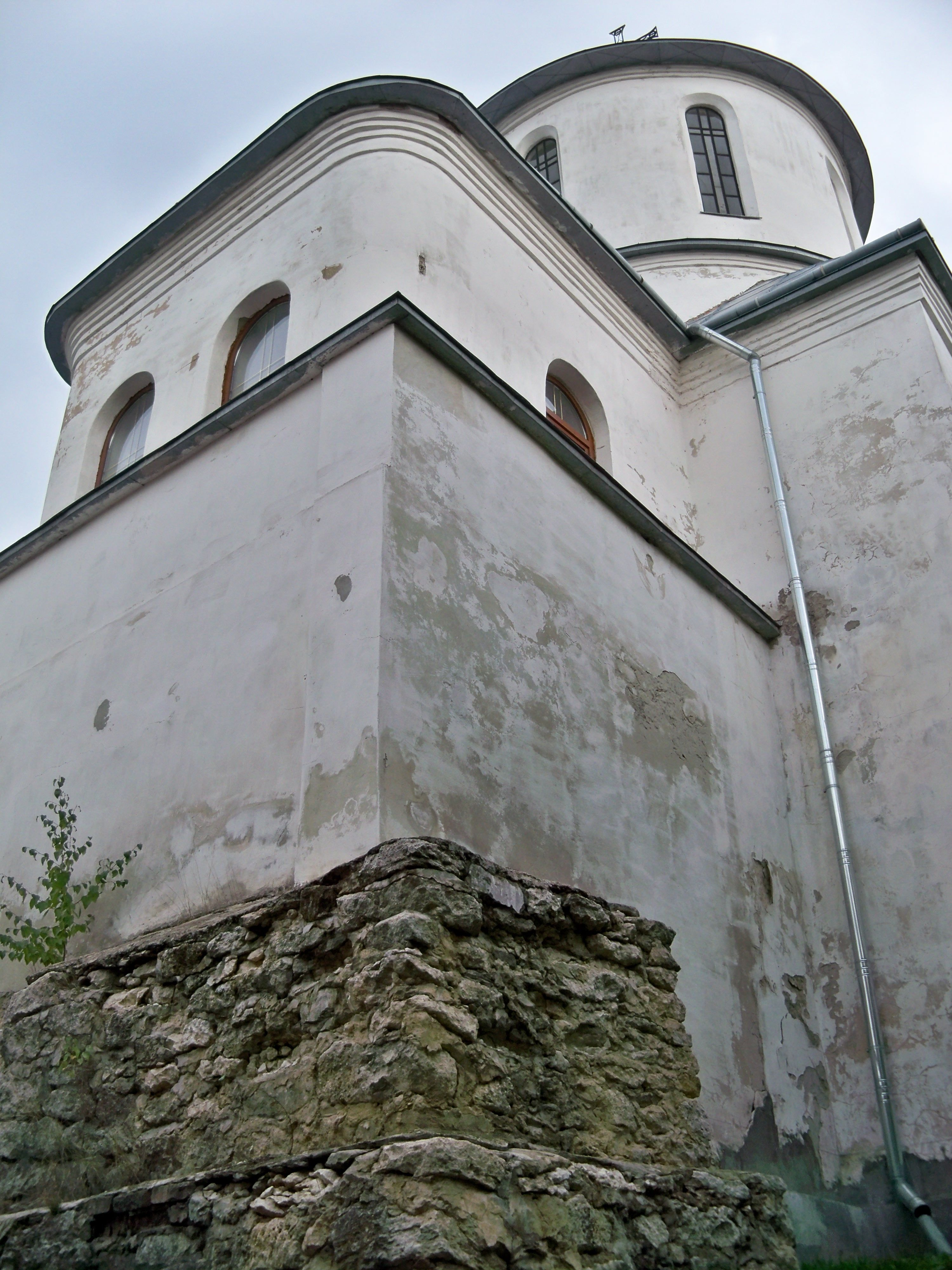
Фрагменти давньої кладки монастирського храму
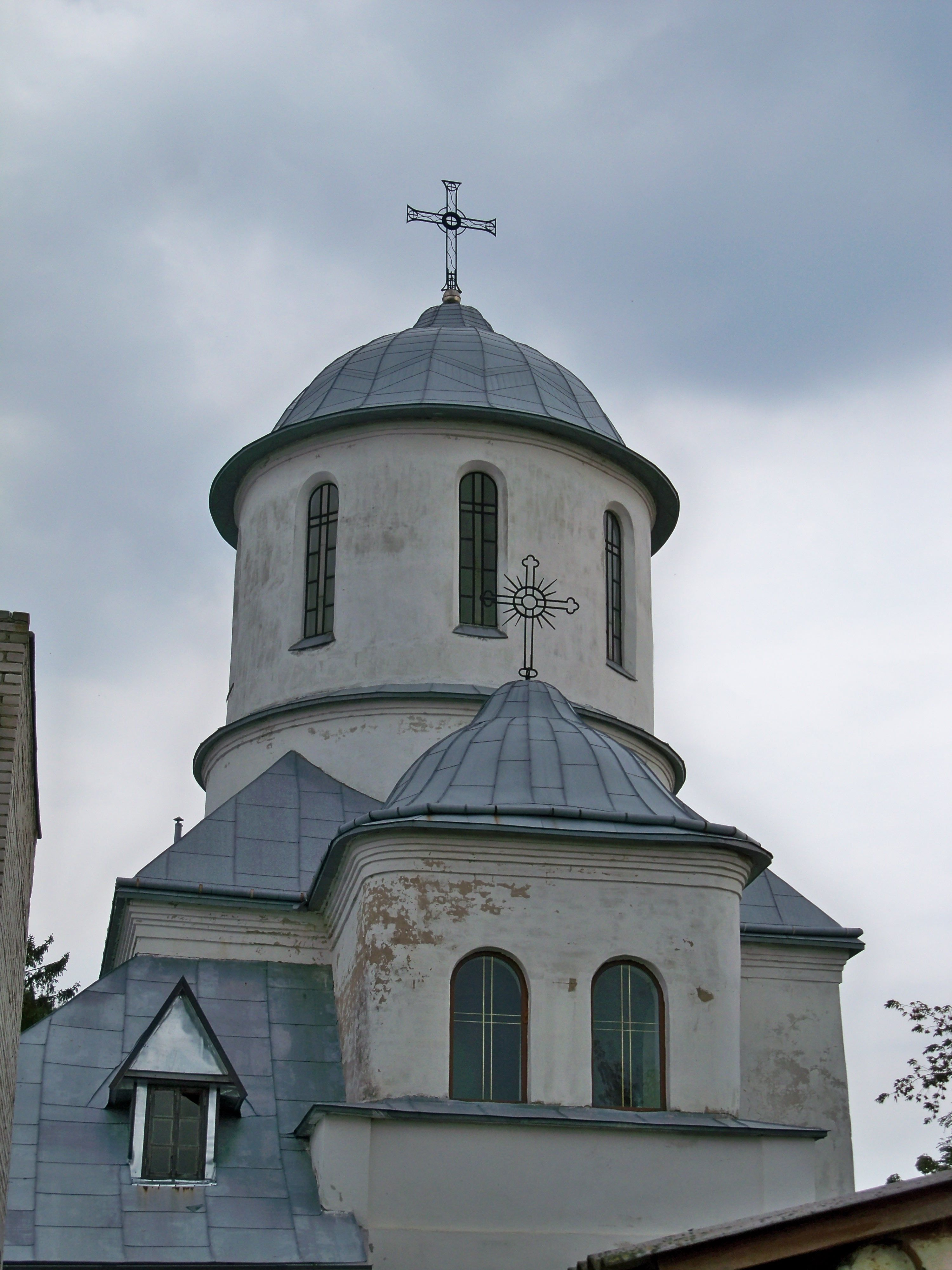
Головний храм
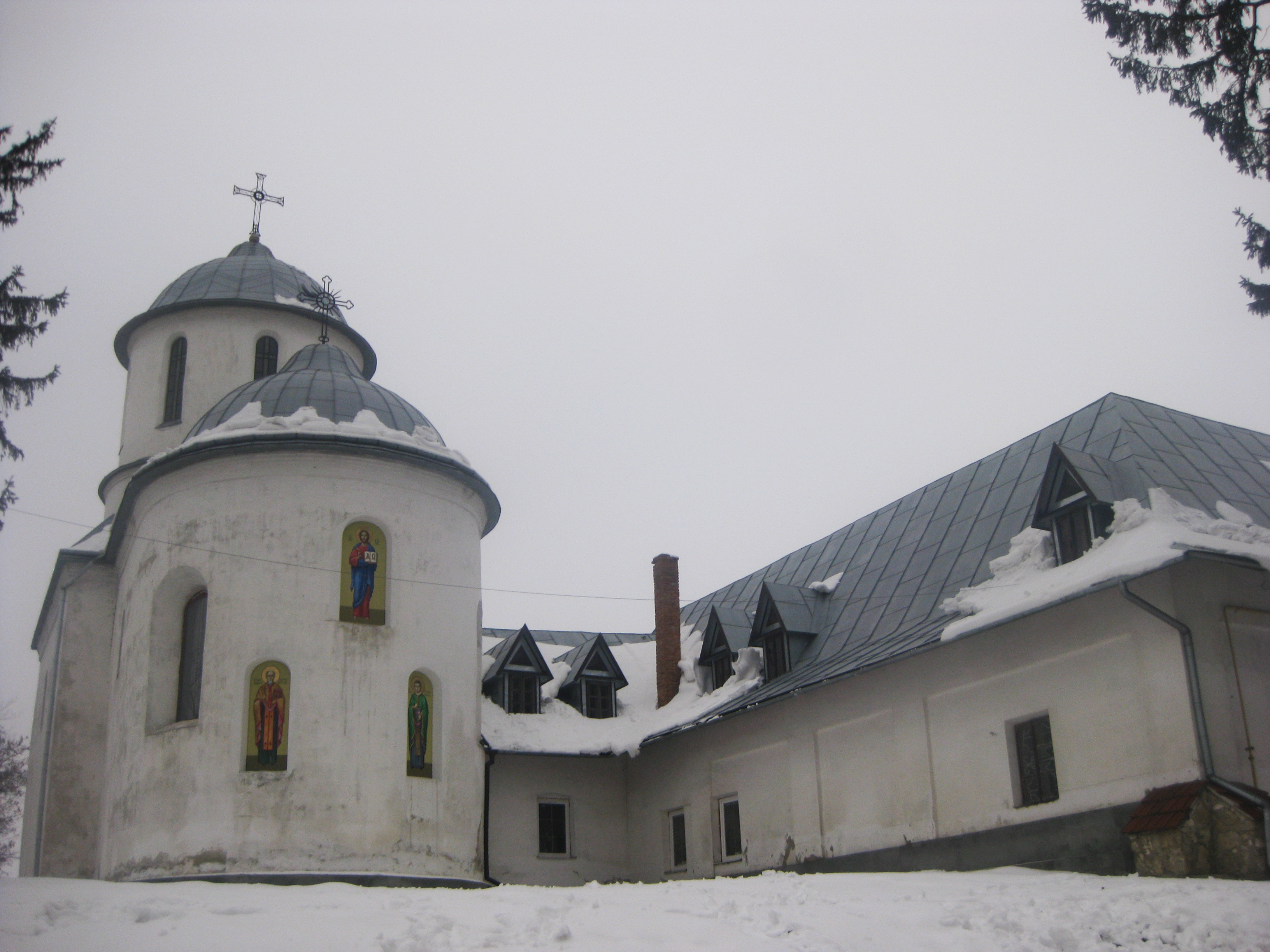
Вигляд із сходу
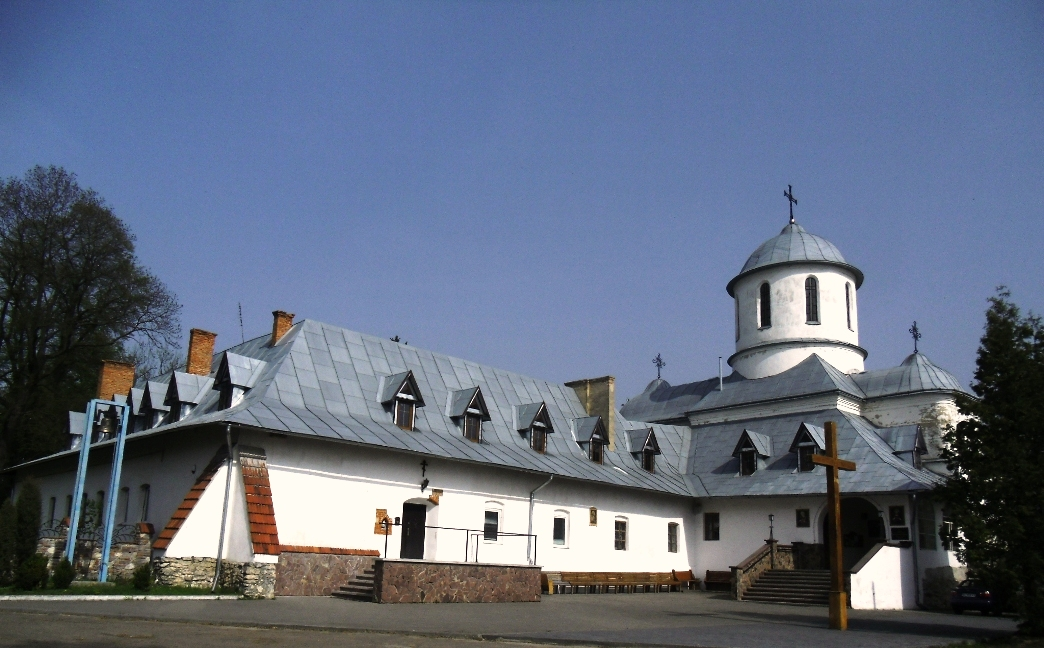
Вигляд із заходу
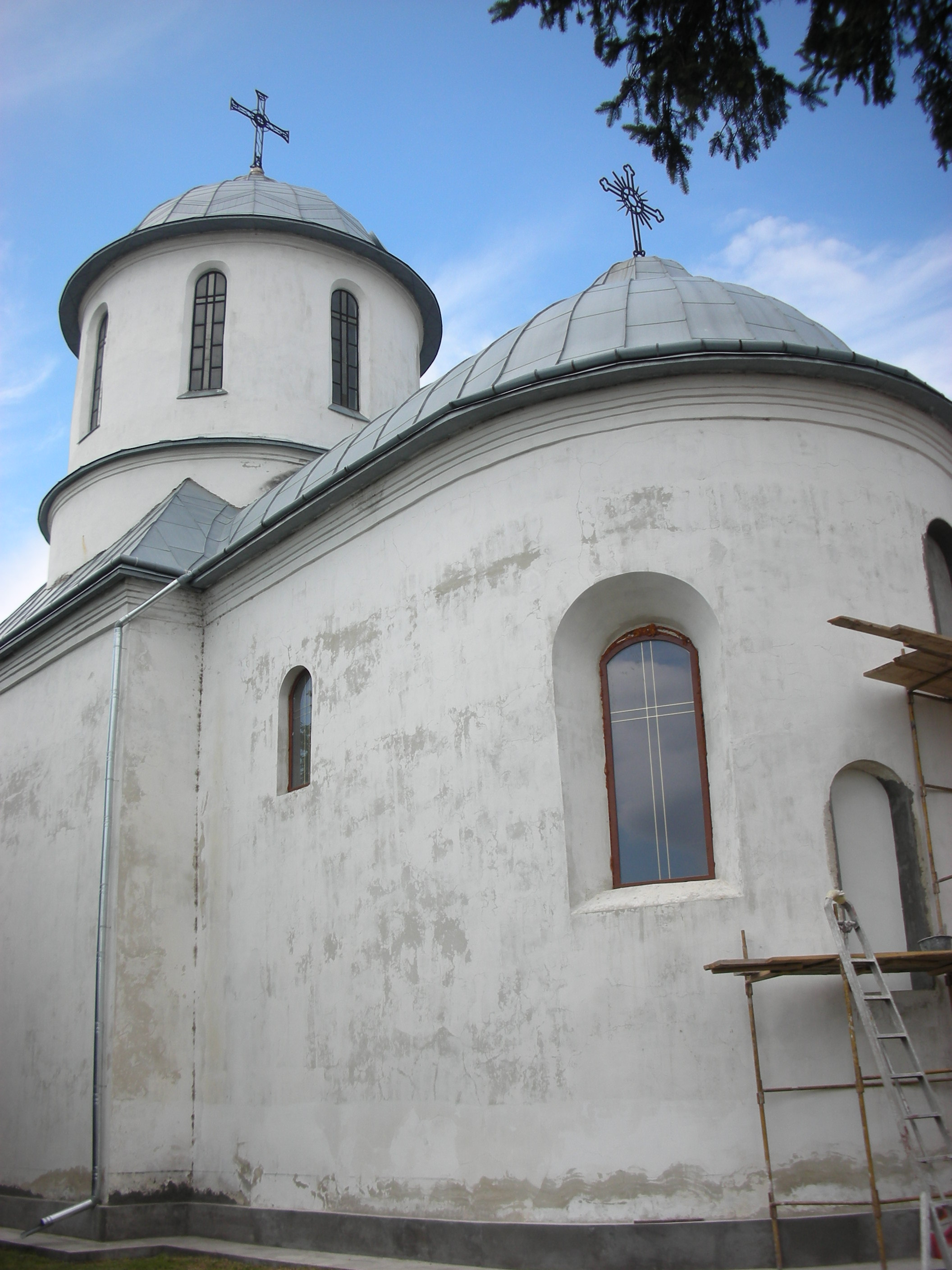
Апсида
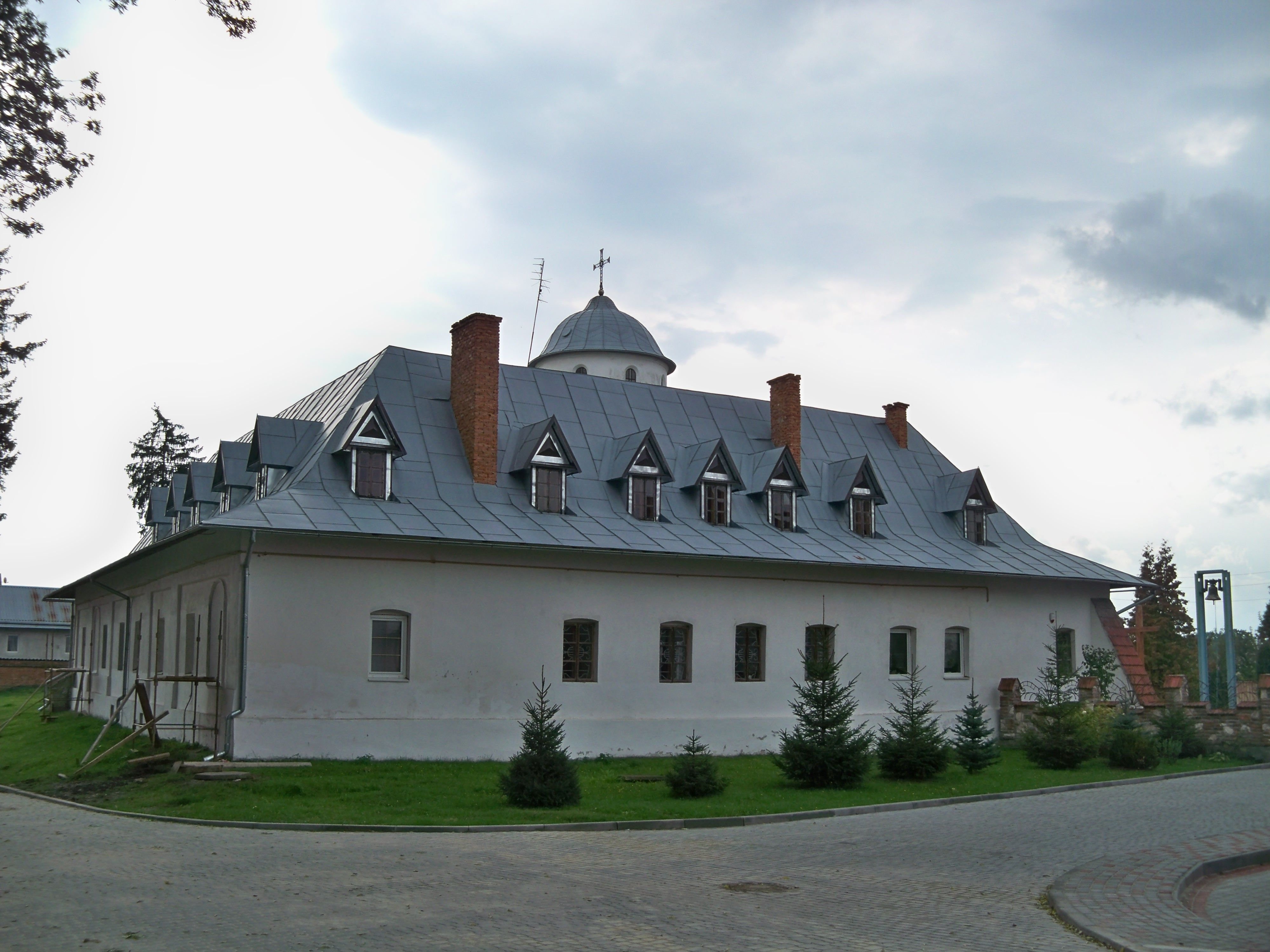
Монастирські келії
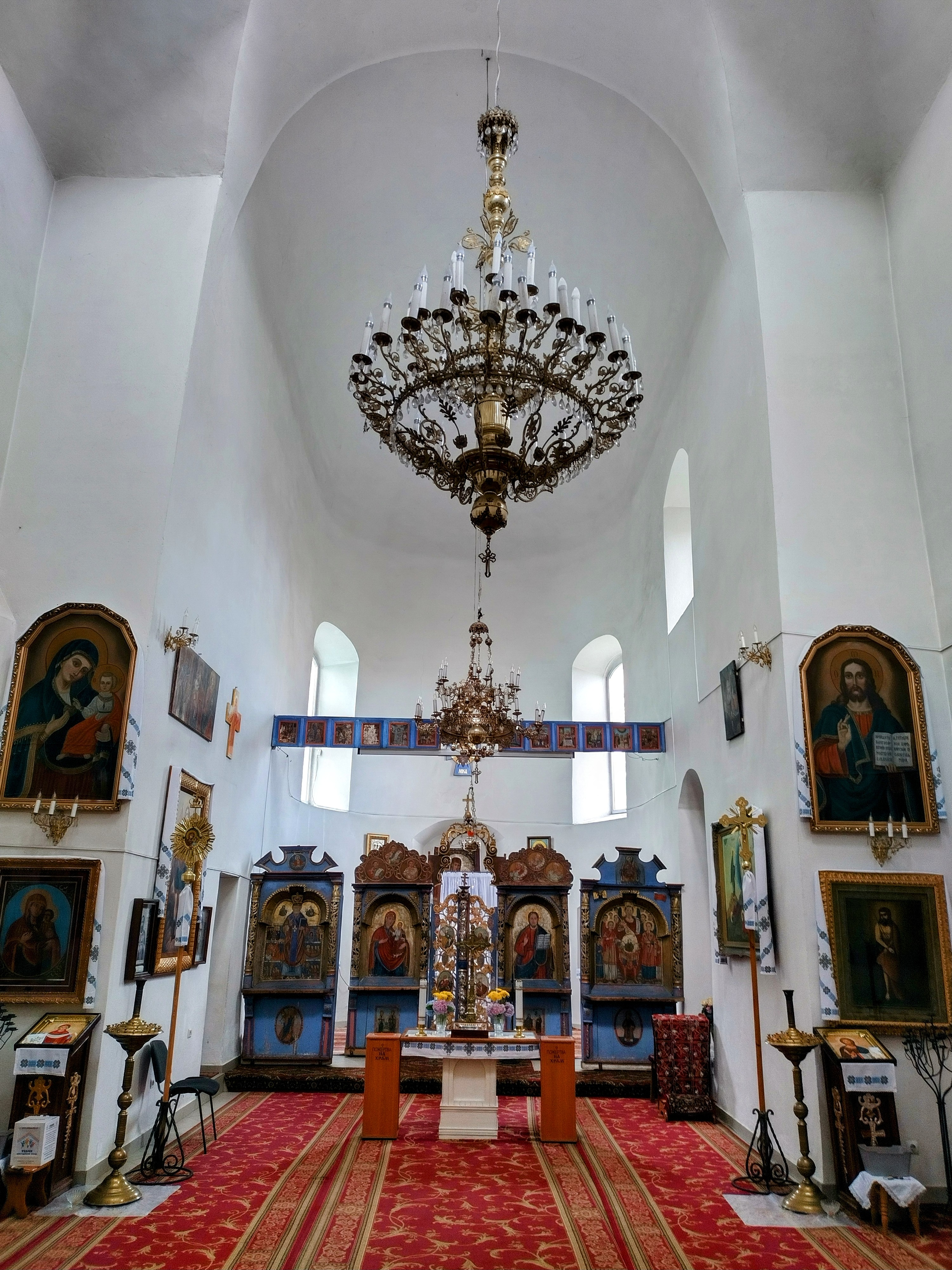
Внутрішній інтер'єр